# Günter Lenz
Günter Lenz (Frankfurt, 25 de junho de 1938) é um baixista e compositor alemão de música jazz.
Ele aprendeu a tocar guitarra e, desde meados dos anos 1950, ele tocou jazz nos clubes do Exército dos Estados Unidos. Durante o serviço nacional de 1959/1960, ele mudou para o baixo.
Lenz também criou arranjos orquestrais para Plácido Domingo.